# Карме Чакон
Карме Чакон і Пігерас (ісп. Carme Chacón i Piqueras; нар. 13 березня 1971, Асплугас-да-Любрагат — 9 квітня 2017) — іспанський політик. Член Соціалістичної партії Каталонії. З квітня 2008 по грудень 2011 року обіймала посаду міністра оборони в кабінеті Сапатеро.

## Біографія
Чакон здобула юридичну освіту в Університеті Барселони і звання професора конституційного права Жиронського університету. У 1994 році вона вступила до лав Соціалістичної партії Каталонії. З 2000 року вона є депутатом нижньої палати іспанського парламенту і виконувала функції заступника голови палати в 2004–2007 роках. В результаті реорганізації уряду 6 липня 2007 Карме Чакон змінила Марію Трухільйо на посаді міністра житлового будівництва. З квітня 2008 по грудень 2011 року обіймала посаду міністра оборони Іспанії, ставши першою жінкою на цій посаді. Карме Чакон була призначена міністром оборони, перебуваючи на 7-му місяці вагітності.
Після поразки ІСРП на парламентських виборах 2011 року Карме Чакон висунула свою кандидатуру на посаду генерального секретаря партії і поступилася на цих виборах Альфредо Пересу Рубалькабі 4 лютого 2012.
28 серпня 2013 склала повноваження депутата парламенту у зв'язку з переїздом в США на викладацьку роботу в Маямі.